# Саллель-д’Од
Салле́ль-д’Од (фр. Sallèles-d'Aude) — коммуна во Франции, находится в регионе Лангедок — Руссильон. Департамент коммуны — Од. Входит в состав кантона Жинеста. Округ коммуны — Нарбонна.
Код INSEE коммуны — 11369.

## Население
Население коммуны на 2008 год составляло 2375 человек.
| 1962 | 1968 | 1975 | 1982 | 1990 | 1999 | 2008 |
| ---- | ---- | ---- | ---- | ---- | ---- | ---- |
| 1634 | 1801 | 1879 | 1842 | 1659 | 1835 | 2375 |

## Экономика
В 2007 году среди 1351 человека в трудоспособном возрасте (15—64 лет) 974 были экономически активными, 377 — неактивными (показатель активности — 72,1 %, в 1999 году было 68,1 %). Из 974 активных работали 854 человека (461 человек и 393 женщины), безработных было 120 (59 мужчин и 61 женщина). Среди 377 неактивных 92 человека были учениками или студентами, 156 — пенсионерами, 129 были неактивными по другим причинам.

## Фотогалерея

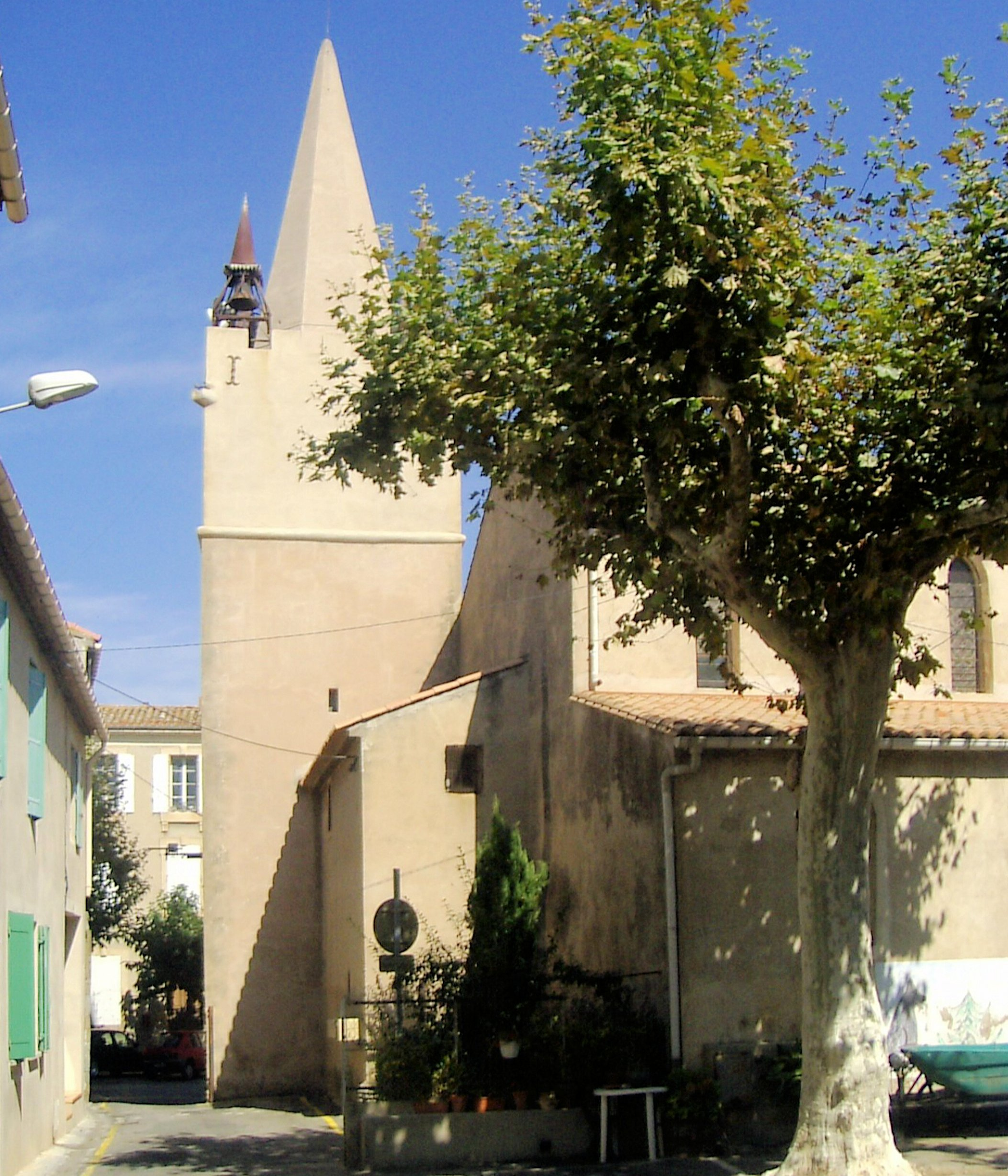
Церковь Сен-Рош
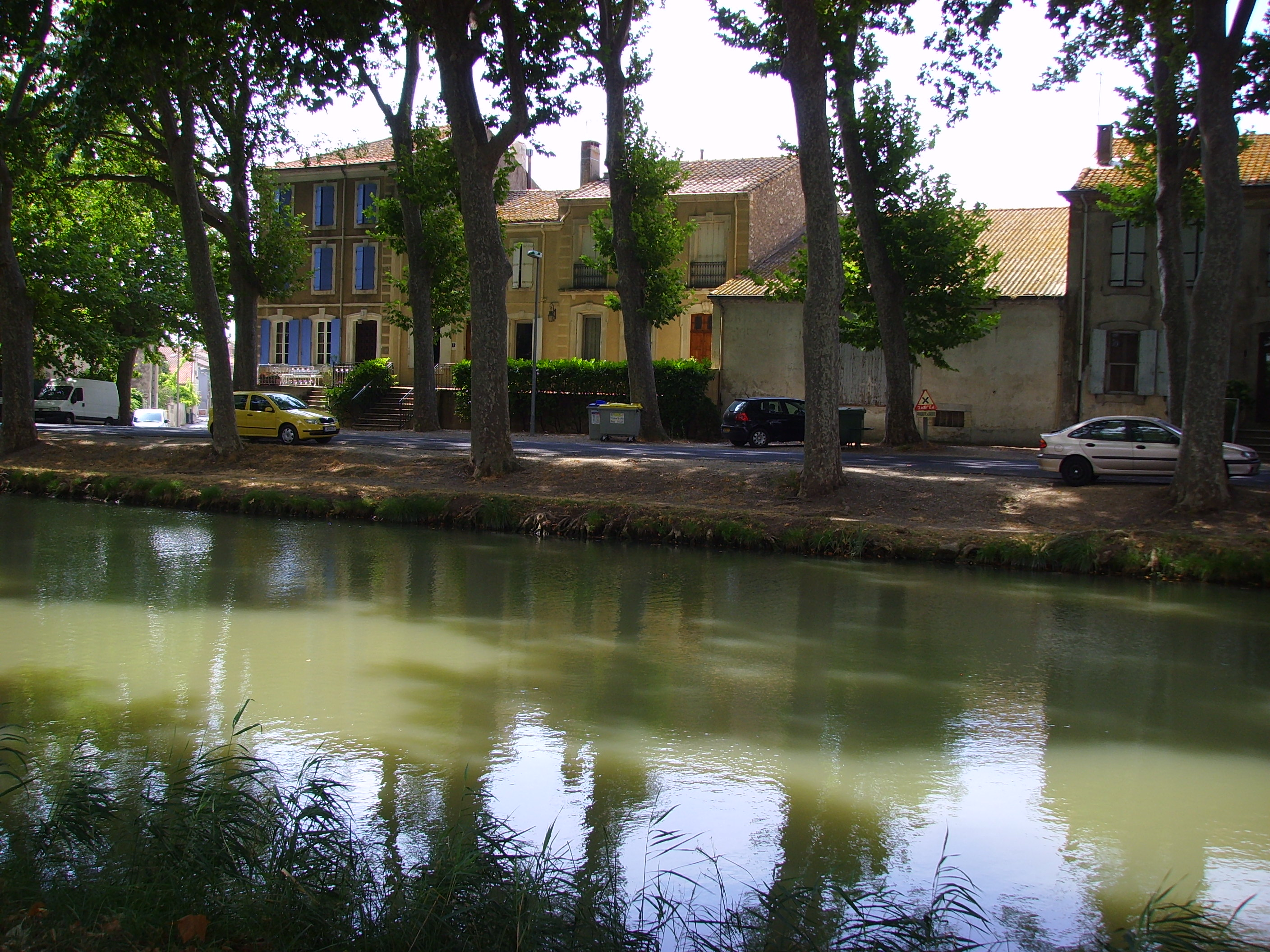
Канал Жонктьон
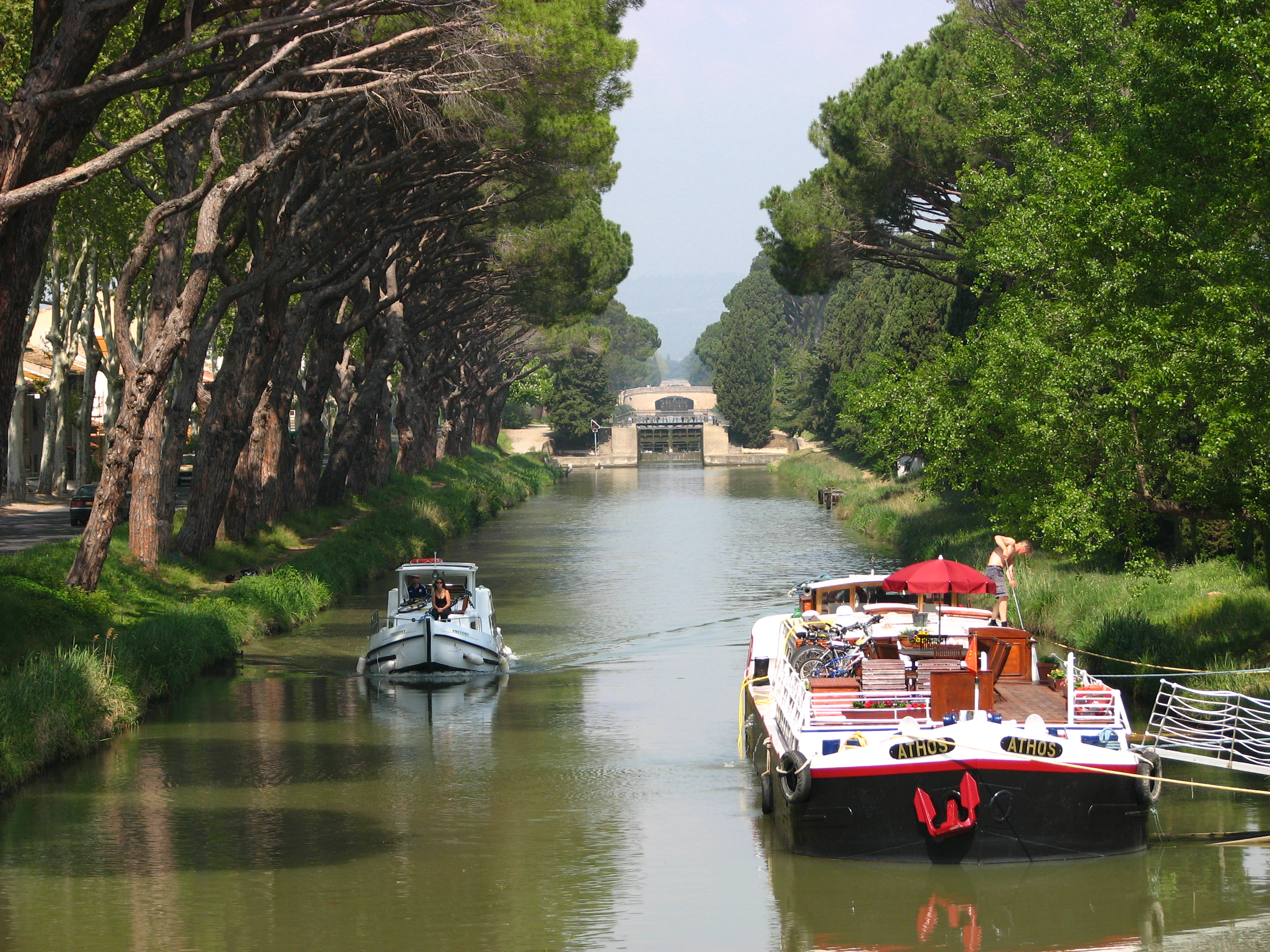
Канал Жонктьон